# مانويل إنريكي أراوخو
الدكتور مانويل إنريكي أراوخو (بالإسبانية: Manuel Enrique Araujo)‏ (12 أكتوبر 1865 – 9 فبراير 1913) كان سياسياً وطبيباً سلفادورياً شغل منصب رئيس السلفادور من 1 مارس 1911 حتى وفاته في 9 فبراير 1913 نتيجة إصاباته التي تعرض لها في محاولة اغتيال قبل خمسة أيام من وفاته. يُعد أراوخو الرئيس السلفادوري الوحيد الذي تم اغتياله أثناء توليه المنصب.